# Anna Thillon
Anna Thillon (Londres, 1816 - Torquay, 5 de maig de 1903) fou una cantant d'òpera londinenca.
Va fer els estudis a França amb Tadolini i Claudio Thomas Thillon, director d'orquestra, amb el qual va contraure matrimoni. Debutà amb gran èxit en el teatre de la Renaissance, de París, el 1838. Fou una les més notables sopranos lleugeres de la seva època. El compositor Daniel Auber, gran entusiasta seu, li confià el principal rol en diverses de les seves obres, entre elles Les Diamants de la couronne, estrenada el 1841.
El compositor anglès, Balfe va compondre per a ella la seva òpera Enchantress, estrenada el 1845. Actuà diversos anys en les principals escenes dels Estats Units, i al seu retorn a Europa, el 1854, abandonà el teatre per a dedicar-se al gènere de concert, en el qual també assolí destacar.